# Ahmed Ateş
Ahmed Ateş (* 1911 in Birecik; † 20. Oktober 1966 in Istanbul) war ein türkischer Orientalist und Erforscher der persischen Literatur.

## Leben
Ateş war der Sohn des Mustafa Ateşzade, eines aus Konya stammenden Inspektors. Ateş verbrachte deshalb seine Kindheit und Jugend in verschiedenen Städten Anatoliens. Auch seine Schulausbildung erhielt er in mehreren Städten. Ab 1935 studierte er sowohl an einer Lehrerhochschule in Istanbul als auch Türkische Sprache und Literatur an der Universität Istanbul. Hier entdeckte er sein Interesse für die arabische, persische und französische Philologie.
An der Universität Istanbul wurde er zum ersten Studenten des berühmten deutschen Orientalisten Hellmut Ritter. Von Ritter lernte Ateş westliche wissenschaftliche Methoden. 1939 schloss Ateş sein Studium ab und wurde zum Assistenten von Ritter. Ein Jahr später wurde er in das Redaktionskomitee der türkischen Ausgabe der Encyclopaedia of Islam, der angesehenen İslâm Ansiklopedisi, gewählt, an der er bis zu seinem Lebensende mitarbeitete.
1947 war Ateş Gründungsmitglied der International Society for Oriental Research. Als Ritter 1949 die Türkei verließ, wurde Ateş zu seinem Nachfolger als Vorsitzender des Orientalischen Instituts in Istanbul sowie der Fakultäten für arabische und persische Philologie.
Er stellte der wissenschaftlichen Welt mehrere Werke aus der großen Sammlung von arabischen, persischen und türkischen Geschichts- und kulturellen Arbeiten zur Verfügung, die sich in türkischen Archiven befinden. Die meiste Zeit seiner Karriere widmete Ateş der persischen Literatur. Seine erste Veröffentlichung war ein Lehrbuch für persische Grammatik (Farsça grameri, 2 Bände, Istanbul 1942–45). Das Werk verfasste Ateş zusammen mit dem afghanischen Wissenschaftler Abd-al-Wahhab Tarzi. Die Farsça grameri wurde mehrmals neu aufgelegt und wird in einer erweiterten Version noch heute an türkischen Universitäten verwendet.
Mit Tahsin Yazıcı erarbeitete Ateş ein Lehrbuch der persischen Grammatik für Geistliche (Farsça dilbilgisi), mit Nihat Çetin und Yazıcı erarbeitete er ein Lehrbuch der arabischen Grammatik (Arapça dilbilgisi).